# Szívciklus
A szívciklus kifejezés egy szívdobbanás kezdetétől a következőig történő véráramlással, ill. vérnyomással kapcsolatos eseményekre, vagy azok egy részére utal.
A szívciklus frekvenciája a szívritmus. Minden szívdobbanásnak öt fő szakasza van. Először a félhold alakú billentyűk zárnak, az atrioventrikuláris billentyűk kinyílnak és az egész szív ellazul. A második szakaszban, a pitvar szisztolé során a pitvar összehúzódik, az AV-billentyűk kinyílnak és vér áramlik a pitvarból a kamrába. A harmadik szakaszban a kamrák elkezdenek összehúzódni, az AV- és a félhold alakú billentyűk zárnak és a térfogat nem változik. A negyedik szakaszban a kamrák üresek és összehúzódnak, a félhold alakú billentyűk nyitottak. Az utolsó szakaszban a nyomás csökken, vér már nem áramlik a kamrákba, a kamrák már nem húzódnak össze és ellazulnak és a félhold alakú billentyűk zárnak az aortában lévő vér nyomása miatt.
A szívciklus során a vérnyomás nő és csökken. A szívciklust a szinuszcsomóban és az atrio-ventrikuláris csomóban található speciális szívsejtek révén fellépő elektronikus impulzusok sorozata koordinálja. A szívizom izomsejtekből áll, melyek maguk húzódnak össze külső idegek segítsége nélkül. Normál körülmények között minden ciklus kb. 1 mp-ig tart.

## A szívciklus anatómiai háttere
A szív egy négy üregből álló szerv, mely jobb és bal félből áll. A jobb és a bal pitvar belépési pontok a szívbe, míg a bal és jobb kamra feladata, hogy összehúzódásokkal segítse a szívet a ciklus során. A vérkeringés a kis vérkörből (tüdőkeringés) és a nagy vérkörből áll. A jobb kamra feladata, hogy oxigénmentesített vért pumpáljon a tüdőkeringésbe a tüdőartérián keresztül. A bal kamra feladata, hogy oxigénnel dúsított vért pumpáljon a nagy vérkörbe az aortán keresztül. A bal kamrát tartják nagyobbnak, ez ugyanis az egész test számára pumpál vért.

## Pitvar szisztolé

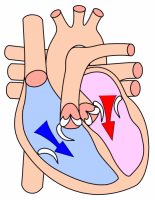
Pitvar szisztolé

A pitvar sisztolé a bal és jobb pitvar szívizmainak (myocardia) összehúzódása. Általában a két pitvar egyidőben húzódik össze. A szisztolé kifejezés az izom összehúzódását jelenti. Az elektromos szisztolé elektromos jelenségre utal, mely a szív kamráinak izmait stimulálja, hogy azok összehúzódjanak. Ezt nem sokkal követi a mechanikus szisztolé, a szív mechanikus összehúzódása.
Amikor a pitvarok összehúzódnak, a vérnyomás megnő bennük további vért pumpálva a kamrákba.
A vér 70%-a passzívan folyik a kamrákba, így a pitvaroknak nem kell nagyon összehúzódniuk.

### A pitvar szisztolé észlelése
A pitvarok elektromos szisztoléja a P-hullám EKG-n való megjelenésétől indul. A mindkét pitvart egyidőben történő összehúzódásra sarkalló bipolarizáció (vagy depolarizáció) hullám a sinoatriális csomónak köszönhető, mely a jobb pitvar felső falán található.

## Kamrai szisztolé

Kamrai szisztolé

A kamrai szisztolé a bal és jobb kamra izmainak összehúzódása.
A kiáramlási fázis kései részében noha a kamrai nyomás az aortáé alá esik, az aorta billentyű nyitott marad a kiáramló vér tehetetlenségi energiája következtében.
Az aortai nyomás grafikonja a szívciklus során mérsékelt hullámvölgyet jelez, mely egybeesik az aorta billentyű zárulásával. Ezt azonnal rövid emelkedés, majd fokozatos csökkenés követi.
Amint a kamrák a diasztolé fázisba lépnek, az aortából a bal kamrába rövid ideig visszaáramló vér miatt az aorta billentyűk zárnak. Ez az aortai nyomás enyhe növekedését eredményezi a félhold alakú billentyűk és az aorta rugalmas visszahúzódása következtében.

### Kamrai szisztolé érzékelése

#### A szív hangjai
A mitrális és a háromhegyű billentyűk (az atrioventrikuláris billentyűk) kamrai szisztolé elején történő záródása okozza a szívverés hangjának első szakaszát. Ez az ún. első szívhang, formálisan S1. Az első hang két komponensből áll (M1, T1).
A második szívhangot (S2) az aorta- és tüdőbillentyűk kamrai szisztolé végén történő záródása okozza. Amikor a bal kamra kiürül, a benne lévő nyomás az aortáé alá esik, az aortabillentyű lezáródik. Hasonlóképpen amikor jobb kamrában lévő nyomás a tüdőartériáé alá esik, a tüdőbillentyű zár. A második szívhang is két komponensből áll (A2 és P2). Az aortabillentyű hamarabb zár, mint a tüdőbillentyű és hallható a különbség a második szívhangban. Az S2 ezen "osztódása" csak belégzés során hallható. Ellenben a szív bizonyos ingervezetési zavarai, mint pl. a bal Tawara-szár-blokk esetén a P2 az A2 előtt hallható kilégzés esetén. Bal Tawara-szár-blokk esetén a belégzés közelebb hozza egymáshoz az A2-t és a P2-t, ahol a kettőt már nem lehet hallhatóan megkülönböztetni.

#### Elektrokardiográfia
Elektrokardiográfia során a kamrák elektromos szisztolé a QRS-komplexus kezdetén indul.

## Diasztolé
A diasztolé a szív összehúzódása utáni időszakasz, mely során a szerv ellazulva készül a vérrel való feltöltődésre. A kamrai diasztolé során a kamrák, a pitvar diasztolé során a pitvarok lazulnak el. A kettőt együtt teljes szív diasztolé nevezik.
A kamrai diasztolé során a bal és jobb kamrában lévő nyomás a szisztolé ideje alatt elért csúcsról csökken. Amikor a bal kamrában lévő nyomás a bal pitvaré alá csökken, a mitralis billentyű nyit és a bal kamra a bal pitvarban összegyűlt vérrel töltődik fel. Az izovolumetriás relaxációs idő (IVRT) a második szívhang aortás komponensétől, tehát az aorta billentyű záródásától a mitralis billentyű nyitása révén a töltődés kezdetéig számított időintervallum. Hasonlóképpen, amikor a jobb kamrában uralkodó nyomás a jobb pitvaré alá csökken, nyit a tricuspidalis billentyű és a jobb kamra az addig a jobb pitvarban gyűlő vérrel telik meg. A diasztolé során a myocardiumban kisebb a nyomás, mint az aortában lehetővé téve a szívben a koronaerek útján a vérkeringést.

## A szívciklus szabályozása
A szívizom automatikusan működik, tehát öngeneráló. Ezzel szemben a vázizomzatnak tudatos vagy reflexszerű idegimpulzusra van szüksége az összehúzódáshoz. A szív ritmikus összehúzódásai spontán módon történnek, bár ezek gyakorisága változhat idegi és hormonális hatásra, testedzés, ill. hangulatváltozás miatt is. Pl. a szimpatikus idegek gyorsítják a szívritmust, míg a bolygóideg lassítja azt.
Az összehúzódások ritmikus sorozatát a szinuszcsomó és az atrioventrikuláris csomó koordinálja.